# Diana (musical)
Diana is een musical van La Jolla Playhouse uit 2019. Het verhaal is gebaseerd op het leven van Diana Spencer. Het verhaal en de muziek werden geschreven door David Bryan en Joe DiPietro. 
Na enkele voorstellingen door voornoemd theater, werd de productie opgevoerd in het Longacre Theatre op Broadway.
Beide producties werden geregisseerd door Christopher Ashley.

## Verhaal

### Eerste akte
Het verhaal start in 1980. Diana ontmoet Charles en Camilla Parker Bowles - getrouwd met Andrew Parker Bowles - op een feestje. Koningin Elizabeth is van mening dat Diana een goede vrouw is voor Charles ondanks hij enkele maanden eerder zijn relatie met Sara - Diana's zus - verbrak. Charles, Camilla en Diana gaan naar een concert van Mstislav Rostropovitsj waar Diana zich vragen stelt over de werkelijke relatie tussen Charles en Camilla. Elizabeth is van mening dat Charles met Diana kan trouwen en zijn band met Camilla kan behouden. Charles bespreekt dit met Camilla en zij geeft haar zegen voor het huwelijk. Diana trekt al snel de aandacht van de pers en de papparazi starten met hun werk. Terwijl Charles en Diana zich voorbereiden op hun huwelijk, tracht Andrew - die zelf een buitenechtelijke relatie heeft - Camilla ervan te overtuigen om hun eigen huwelijk te redden.
Ondanks Diana in eerste instantie skeptisch wordt onthaald door de Britten, wint ze al snel hun vertrouwen en wordt ze een geliefd persoon. Charles wordt jaloers op al die aandacht Diana krijgt. Camilla verbreekt haar affaire met Charles. Diana bevalt van een zoon: William. Ze stoort zich aan het feit dat Charles regelmatig lange telefoongesprekken heeft met Camilla. Diana voelt zich verwaarloosd en belandt in een depressie, dewelke aanhoudt tot na de geboorte van Harry van Sussex. Het komt tot een hoogtepunt wanneer Diana opzettelijk een vensterglas breekt.
Op aanraden van Sarah houdt Diana zich bezig met allerhande goede doelen waardoor ze nog meer geliefd wordt bij het publiek. Charles is woedend nadat blijkt dat Diana deelnam aan een kerstvoorstelling van het Britse Koninklijke Ballet. Hij is van mening dat Diana er enkel is "voor het huwelijk" waarop zij beseft dat er nooit echte liefde zal zijn in hun huwelijk. Uit wraak gebruikt Diana de Engelse pers om zo nog meer geliefd te worden bij het volk. Camilla vertelt aan Charles nog steeds van hem te houden en om hun affaire te herstarten. Charles tracht Diana te boycotten, wat hem niet lukt.

### Tweede akte
Via Barbara Cartland komt Diana in contact met James Hewitt waarmee ze een affaire start. Barbara merkt op dat er meer liefde is in deze buitenechtelijke relatie dan in het huwelijk van Diana en Charles. Via bediende Colin komt Charles achter de affaire, maar besluit geen actie te ondernemen omdat hij gelukkig is in zijn relatie met Camilla.
Diana zet zich in voor AIDS-patiënten. Niet veel later ontdekt ze dat Charles en Camilla bijna elke avond uitgaan. Daarop beslist ze onaangekondigd te verschijnen op een feestje georganiseerd door Camilla's zus. Ook daar krijgt ze alle aandacht wat tot een confrontatie leidt tussen haar, Camilla en Charles. Charles verklaart te weten van Diana haar affaire, maar dat hij er zich niets van aantrekt: alles is goed zolang Harry en William van hun ouders houden. Daarop krijgt Diana het bericht dat James door het leger gestationeerd wordt naar Duitsland, iets dat ze aanziet als een tegenzet van Charles. Intussen is auteur Andrew Morton  begonnen met een boek over het leven van Diana. Door dit boek keldert de populariteit van Charles, Camilla en de Britse monarchie.
Charles wil dat zijn moeder Camilla ontmoet, maar zij weigert. In een poging terug aan populariteit te winnen, geeft hij tijdens een interview op televisie toe een affaire te hebben met Camilla. Op de avond dat dit interview wordt uitgezonden, is Diana op een fondswerving van Vanity Fair ten voordele van Serpentine Gallery. De zwarte jurk die ze draagt, valt onmiddellijk op en wordt aanzien als zijnde een "wraakactie" op het interview. Elizabeth vindt het allemaal welletjes en stemt uiteindelijk in dat het paar scheidt. Diana is opgewonden over haar nieuwe start, maar dat leven eindigt abrupt tijdens een autocrash. Charles is van mening dat "de personen die de wereld zullen veranderen, niet de personen zijn waarvan je dit denkt".

## Verfilming
De Broadway-productie werd - zonder publiek - opgenomen en bewerkt naar een filmversie dewelke op Netflix werd uitgezonden. Deze film werd negatief onthaald en werd genomineerd voor negen Golden Raspberry Awards 2021, van de 9 nominaties won het er 5 (film, regie, script, actrice en vrouwelijke bijrol):
- slechtste film
- slechtste regisseur: Christopher Ashley
- slechtste acteur: Roe Hartrampf
- slechtste actrice: Jeanna de Waal
- slechtste mannelijke bijrol: Gareth Keegan
- slechtste vrouwelijke bijrol: zowel een nominatie voor Erin Davie als voor Judy Kaye
- slechtste duo: elke onhandige acteur en gebrekkig geschreven nummer in de film
- slechtste scenario

1980 Can't Stop the Music · 
1981 Mommie Dearest  · 
1982 Inchon ·
1983 The Lonely Lady ·
1984 Bolero ·
1985 Rambo: First Blood Part II ·
1986 Howard the Duck / Under the Cherry Moon ·
1987 Leonard Part 6 · 
1988 Cocktail ·
1989 Star Trek V: The Final Frontier · 
1990 The Adventures of Ford Fairlane / Ghosts Can't Do It ·
1991 Hudson Hawk · 
1992 Shining Through · 
1993 Indecent Proposal · 
1994 Color of Night · 
1995 Showgirls · 
1996 Striptease · 
1997 The Postman · 
1998 An Alan Smithee Film: Burn Hollywood Burn · 
1999 Wild Wild West · 
2000 Battlefield Earth · 
2001 Freddy Got Fingered · 
2002 Swept Away · 
2003 Gigli · 
2004 Catwoman · 
2005 Dirty Love · 
2006 Basic Instinct 2 · 
2007 I Know Who Killed Me · 
2008 The Love Guru · 
2009 Transformers: Revenge of the Fallen · 
2010 The Last Airbender · 
2011 Jack and Jill · 
2012 The Twilight Saga: Breaking Dawn Part 2 · 
2013 Movie 43 · 
2014 Saving Christmas · 
2015 Fantastic Four / Fifty Shades of Grey ·
2016 Hillary's America: The Secret History of the Democratic Party ·
2017 The Emoji Movie ·
2018 Holmes & Watson ·
2019 Cats ·
2020 Absolute Proof ·
2021 Diana · 
2022 Blonde · 
2023 Winnie-the-Pooh: Blood and Honey · 
2024 Madame Web